# Cyclophorus fulguratus
Cyclophorus fulguratus là một loài ốc cỡ nhỏ có nắp, là động vật thân mềm chân bụng có phổi sống trên cạn thuộc họ Cyclophoridae.